# Vicente Peris Lozar
Vicente Peris Lozar (Carrer de les Ànimes, Ciutat de València, 20 de juny de 1923 - Mestalla, Ciutat de València, 13 de febrer de 1972) va ser un director esportiu valencià, gerent del València CF durant la presidència de Julio de Miguel.
Es va unir a la disciplina valencianista amb 18 anys, el 1939, i prompte es va convertir en un directiu imprescindible per a l'equip merengot, erigint-se en un dels referents dels despatxos del futbol espanyol durant els anys 60 i primers 70. La temporada 1956-57 es va convertir en el secretari general de l'equip, substituint al seu mentor Luis Colina Álvarez. Va morir prematurament al Camp de Mestalla, en un partit que disputava el València contra l'Atlètic de Madrid durant la temporada 1972-73. La seua filla és Merchina Peris, primera futbolista en marcar un gol a un partit de futbol femení disputat a Mestalla.